# Thủy điện Nậm Mô
Thủy điện Nậm Mô là thủy điện xây dựng trên dòng nậm Mô tại vùng đất bản Cánh xã Tà Cạ huyện Kỳ Sơn tỉnh Nghệ An, Việt Nam.
Thủy điện Nậm Mô có công suất 18 MW với 3 tổ máy, sản lượng điện hàng năm 65 triệu KWh, 
khởi công tháng 04/2010  hoàn thành năm 2013 .

## Nậm Mô
Nậm Mô hay nậm Mộ là phụ lưu cấp 1 của sông Lam.
Nậm Mô khởi nguồn từ hợp lưu nhiều suối trên đất Lào, trong đó dòng chính bắt nguồn từ sườn tây nam dãy núi Phu Xai Lai Leng tại huyện Khamkeuth và Viengthong tỉnh Bolikhamxay, chảy về hướng tây bắc 19°8′55″B 104°9′59″Đ / 19,14861°B 104,16639°Đ. Núi Phu Xai Lai Leng ở biên giới giáp vùng đất các xã Nậm Càn và Na Ngoi huyện Kỳ Sơn.
Sau đó đến huyện Mok Mai tỉnh Xiengkhuang sông đổi hướng đông bắc 19°16′51″B 103°48′59″Đ / 19,28083°B 103,81639°Đ, rồi là ranh giới tự nhiên cho biên giới Việt-Lào đoạn ở các xã Mường Ải, Mường Típ và Tà Cạ.
Tại bản Nhạn Lý xã Tà Cạ 19°25′3″B 104°4′11″Đ / 19,4175°B 104,06972°Đ sông đổi hướng đông nam, chảy vào đất Việt.
Đến làng Cửa Rào xã Xá Lượng huyện Tương Dương 19°17′10″B 104°25′39″Đ / 19,28611°B 104,4275°Đ thì đổ vào sông Lam.
Trên dòng nậm Mô có các thủy điện:
- Thủy điện Nậm Mô là thủy điện xây dựng đầu tiên ở vùng này.
- Thủy điện Bản Ang công suất 17 MW, khởi công tháng 04/2015 dự kiến hoàn thành 2017, nằm ở cuối sông tại bản Ang xã Xá Lượng Tương Dương.
- Dự án thủy điện Nậm Mô 1 công suất lắp máy 90 MW, bố trí tại các xã Tà Cạ và Mường Típ huyện Kỳ Sơn. Tháng 01/2017 được chính phủ chấp thuận, là dự án có vùng hồ nước ở biên giới Việt-Lào và tuân theo hiệp định về hợp tác Việt Lào [5]. Tuy nhiên đến cuối năm 2019 không có thông tin triển khai.
- Dự án Thủy điện Nậm Mô 2 có công suất lắp máy 120 MW, có đập tại Ban Houay Soi, Muang Mok May, tỉnh Xiengkhuang, CHDCND Lào 19°02′12″B 103°59′57″Đ / 19,036748°B 103,999079°Đ. Ngày 07/10/2020 tại trụ sở Công ty cổ phần quản lý đầu tư Mê Kông (Mekong Investment Holdings) đã diễn ra lễ ký kết hợp đồng gói thầu "Thi công Nhà máy thủy điện - Dự án thủy điện Nậm Mô 2 (120MW)" giữa Mekong Investment Holdings và Công ty cổ phần Sông Đà 6.[6]

## Tác động môi trường và dân sinh
Năm 2011 đã xảy ra tranh chấp về giá thành giữa chủ đầu tư là "Công ty CP Tổng Công ty phát triển năng lượng Nghệ An" và nhà thầu xây dựng là "Tổng Công ty 36 (Bộ Quốc phòng)". Đến năm 2016 tranh cãi vẫn tiếp tục liên quan đến phán quyết phúc thẩm của TAND tỉnh Nghệ An là "chấp thuận các khoản yêu cầu bồi thường của nhà thầu" , trong khi đó có ý kiến cho rằng nhà thầu đã nâng khống tiền lương .

## Chỉ dẫn
1. ↑  "Nậm" trong tiếng Tày-Thái đã có nghĩa là nước, sông, suối.